# 1963年飓风阿琳
飓风阿琳（英語：Hurricane Arlene）是1963年大西洋飓风季的第一个热带气旋，也是有纪录以来在百慕大产生降水最多的三场风暴之一。气旋于7月31日成为热带低气压，然后经快速增强于8月2日达到现代萨菲尔-辛普森飓风等级的二级飓风标准。接下来风暴转向西进并快速减弱，到8月4日已消退成热带低气压。此后两天阿琳未能重新组织，直到8月7日才增强成热带风暴。次日，气旋在达到飓风标准后直接从百慕大上空经过。数小时后，阿琳达到风力时速160公里、最低气压969毫巴（百帕，28.61英寸汞柱）的最高强度。到了8月11日，风暴已转变成温带气旋，最终于当天被另一个气旋吸收。
风暴期间，背风群岛收到多份飓风警告或观察预警，但实际上没有任何岛屿遭受破坏。阿琳对百慕大有重大影响，狂风和创纪录的降雨量导致树木倒塌、电缆中断并引发洪灾，全岛损失总额约为30万美元。

## 气象历史
7月31日，型气象卫星发现小安的列斯群岛和佛得角之间存在规模庞大的热带低气压，估计直径横跨经度达到五度。气旋稳步向西移动，然后转向西北，于8月2日增强成热带风暴并获名“阿琳”（Arlene）。当晚，美国海军侦察机飞入风暴后发现清晰的风眼并测得987毫巴（百帕，29.15英寸汞柱）气压，气旋因此升级成飓风，此时距热带低气压形成还只过去18小时，已属快速增强。接下来又经过六小时强化，阿琳的风力时速达到155公里，在现代萨菲尔-辛普森飓风等级下已属二级飓风标准。
8月3日清晨，风暴再度转朝西面移动，并因核心附近的垂直风切变突然增长开始减弱，于8月4日降级成热带低气压。当晚，气旋从背风群岛北部附近经过，整体结构杂乱无章。热带低气压稳步向西北前进，于8月7日开始重新发展。
阿琳开始重新组织的同时几乎停止移动，之后又转向东北并加快前进速度，开始回转进入主西风带。8月8日，气旋附近多艘船只测得烈风强度大风，气象机构因此恢复公告发布。8月8日晚，海军侦察机在风暴中心周围测得飓风强度风力，阿琳由此再度升级成飓风。
| 降雨量 | 降雨量 | 风暴                       | 地点       | 参     |
| 排名   | mm     | 风暴                       | 地点       | 参     |
| ------ | ------ | -------------------------- | ---------- | ------ |
| 1      | 186.7  | 1939年10月飓风             |            | [ 6 ]  |
| 2      | 153.7  | 1963年飓风阿琳             |            | [ 7 ]  |
| 3      | 151.4  | 2002年热带风暴克里斯托瓦尔 |            | [ 8 ]  |
| 4      | 148.0  | 2004年亚热带风暴妮科尔     |            | [ 9 ]  |
| 5      | 134.1  | 1967年第二十三号热带低气压 |            | [ 7 ]  |
| 6      | 126.2  | 2005年热带风暴富兰克林     |            | [ 10 ] |
| 7      | 125.0  | 1981年飓风艾米莉           |            | [ 7 ]  |
| 8      | 124.0  | 2005年热带风暴哈维         |            | [ 11 ] |
| 9      | 123.2  | 1948年9月飓风              |            | [ 6 ]  |
| 10     | 120.9  | 颶風伯莎 (2008年)          | 百慕大机场 | [ 12 ] |

8月9日，风暴以持续风速每小时140公里强度直接从百慕大上空经过，还在经过该岛后继续增强，侦察机测得969毫巴（百帕，28.61英寸汞柱）气压，最大持续风速提高到每小时160公里。飓风于数小时后开始减弱，风速到8月10日下午已降至每小时不足155公里。不久，仍有飓风强度的阿琳在北大西洋上空转变成温带气旋，最终于8月11日被纽芬兰岛附近更大规模的气旋吸收。

## 防灾措施和影响
8月3日，美国国家气象局驻波多黎各圣胡安办事处向背风群岛北部发布飓风警告，并向维尔京群岛发布飓风观察预警，预警范围之后还延伸到波多黎各。到了8月4日阿琳弱化成热带风暴后，上述飓风警告已降级为烈风警告，飓风观察预警停止生效。气旋当天进一步消退成热带低气压后，所有警告或预警全部中止。8月8口阿琳重新发展后，百慕大居民接获通知，建议他们不要冒险出海并做好应对飓风来袭的准备。
风暴经过期间，百慕大测得时速140公里的狂风和974.5毫巴（百帕，28.78英寸汞柱）气压。金德利空军基地所测阵风时速最高，达158公里。岛上各地都有树枝断裂和供电线缆中断，少量小型船只因海况恶劣淹没，部分地点还发生洪灾。阿琳在岛上的降雨量达154毫米，仅次于1939年的第四号飓风和2016年的飓风妮科尔。百慕大遭受的破坏总额约为30万美元。